# La Granja (stacja metra)
La Granja – stacja metra w Madrycie, na linii 10. Znajduje się w Alcobendas i zlokalizowana jest pomiędzy stacjami La Moraleja i Ronda de la Comunicación. Została otwarta 26 kwietnia 2007.